# Albanisation
L'albanisation est l'ensemble des processus d'assimilation linguistique ou culturelle de la population non-albanaise à la langue et à la culture albanaise. Le principal objectif de l'albanianisation est la création d'une Grande Albanie qui étendrait les frontières actuelles de l'Albanie à des parties des territoires des pays voisins de la Serbie, de la Grèce, de la Macédoine du Nord et du Monténégro.

## Albanisation du Kosovo
L'albanisation a été la plus longue et la plus systématique sur le territoire du Kosovo du XVIIe/XVIIIe siècle à nos jours,. L'albanisation des Serbes du Kosovo du XVIIe siècle au début du XXe siècle est une conséquence de l'islamisation. Après avoir reçu la nouvelle religion, les Serbes islamisés de cette région ont été dirigés vers des liens matrimoniaux, sociaux et culturels avec les seuls musulmans de la région — les Albanais. Les serbes islamisés ont ainsi été acceptés dans les fis, ont adopté la langue et les coutumes albanaises et se sont complètement immergés dans l'ethnie albanaise. Contrairement aux Serbes islamisés de Bosnie-Herzégovine, qui ont gardé la langue et une partie des coutumes, les serbes islamisés du Kosovo ont changé leur appartenance ethnique en plus de la religion. La seule exception à cette règle sont les Gorans, qui, malgré l'islamisation, ont conservé leur langue et leurs coutumes. Avant l'albanisation, Gorani portait des noms de famille avec « ic », mais par décision de Belgrade en 1956, leurs noms de famille ont été modifiés, c'est-à-dire que l'albanisation approuvée par l'État à partir de 1946 a été poursuivie, par décision des institutions du Kosovo et sur la base d'un document signés par Fadil Hoxha (en). Ils incluent les noms de famille dans les noms de famille des albanais, ils ont donc appliqué cela à Gorans aussi, et ont ainsi commencé l'albanisation.
Dans les recensements effectués dans l'ex-Yougoslavie, de nombreux Roms, turcs, musulmans, gorans et autres peuples de confession musulmane ont été enregistrés comme albanais et les ont identifiés avec la culture musulmane de la population albanaise, contrairement à l'héritage chrétien des serbes. Le même principe a également été appliqué aux recensements des roms, turcs, musulmans et autres peuples musulmans de Macédoine.

## Albanisations des Serbes
Le terme Arnauti ou Arnautaši est utilisé par les ethnographes pour désigner les serbes albanais (principalement aux XVIIIe et XIXe siècles). Les Serbes sont d'abord passés par le processus d'islamisation, puis par le processus d'albanisation,,.
Au XIXe siècle, l'écrivain Branislav Nušić a remarqué que les Serbes (convertis à l'islam) d'Orahovac ont commencé à épouser des femmes albanaises et hommes albanais. Lors d'une visite à Rahovec pendant la Première Guerre mondiale, Hadzi-Vasiljevic a affirmé qu'il ne pouvait pas faire la distinction entre les serbes orthodoxes, islamisés et albanais. Ils parlaient serbe, portaient les mêmes costumes, mais prétendaient être de nationalité serbe, albanaise et turque.
Lors du recensement de 1921, la plupart des musulmans albanais de Rahovec et Orahovac ont été enregistrés dans la catégorie « Serbes et Croates », sur la base de critères linguistiques.
Josip Broz Tito et la Ligue des communistes de Yougoslavie ont également apporté une contribution significative à l'albanisation des Serbes au Kosovo lorsqu'ils ont appelé 300 000 albanais d'Albanie à s'installer au Kosovo entre 1948 et 1988, et ont temporairement interdit aux Serbes expulsés pendant la Seconde Guerre mondiale de revenir. à leur domicile dans cette région.

## Albanisation au Monténégro
Dans le Monténégro actuel, la plupart des albanais se trouvent à Ulcinj et dans la municipalité de Tuzi. Beaucoup ont encore des noms de famille serbo-slaves et se sentent albanais de nationalité. Ils parlent également le serbe et l'albanais. Sur 18 prêtres de l'archidiocèse du Barreau en 1966, 14 d'entre eux se sentaient Albanais et sur ces 14, 9 avaient des noms se terminant par « vić » ou « ić » (Marstjepović, Marvulić, Perkolić, Kolović, Marđokić, Markić, Kočović, Demirović et Bakočević. Le nom de famille de Albin Kurti était Kurtović son nom de famille a subi une albanisation. Kaplan Burovic, bien que né à Ulcinj sous le nom de Kaplan Resuli (Resulbegović), en tant que musulman et albanais, ayant étudié la tradition familiale, il a rendu l'ancien nom et l'identité de ses ancêtres (nationalité serbe et religion orthodoxe).